# Bruno Sacco
Pour les articles homonymes, voir Sacco.
Bruno Sacco, né le 12 novembre 1933 à Udine en Italie et mort le 19 septembre 2024, est un designer automobile italien. De 1958 à 1999, il est dessinateur, designer et styliste chez Mercedes-Benz, constructeur pour lequel il est responsable de la conception de nombreuses voitures.